# Adam Dollard des Ormeaux
Pour les articles homonymes, voir Dollar (homonymie).
 (juin 2019).
Si vous disposez d'ouvrages ou d'articles de référence ou si vous connaissez des sites web de qualité traitant du thème abordé ici, merci de compléter l'article en donnant les références utiles à sa vérifiabilité et en les liant à la section « Notes et références ».
Adam Dollard des Ormeaux (nommé Daulat dans son acte de décès et Daulac par certains historiens), né en 1635 et mort le 21 mai 1660 à la bataille de Long-Sault, à Carillon, est vu comme un héros de la Nouvelle-France.

## Biographie
Il voit le jour en France en 1635, dans l'actuel département de la Seine-et-Marne.
C'est en 1658, à l'âge de 22 ans, que Dollard des Ormeaux arriva en Nouvelle-France. Il est le commandant de la garnison du Fort Ville-Marie (coin des rues Mills et des Commissaires). Paul Chomedey de Maisonneuve, gouverneur de Montréal, le recrute et lui concède également une terre de 30 arpents pour qu'il s'établisse en ces lieux. Concernant ce terrain situé à l'est de l'île (situé aujourd'hui dans l'axe des rues Parthenais et Fullum près du fleuve), en 1659, Dollard se mettra en société avec Pierre Picoté, en vue d'en assurer plus vite le défrichement et la culture. Selon des contemporains, Adam Dollard des Ormeaux est un homme «de mise et de conduite» et selon François Dollier de Casson, il aurait déjà exercé «quelque commandement dans les armées de France». Ce nouveau venu, peu intéressé par l'agriculture, rêve plutôt de gloire et d'aventure. On raconte que Dollard était pressé de partir pour refaire sa vie en Amérique, à cause d'un duel.
Le 18 novembre 1657, il signait un acte notarié. En 1658, sa fortune se montait à 85 livres et 20 sous. Le 4 octobre 1658, il devient le parrain de la fille de Lambert Closse (selon Marie de l'Incarnation, sœur Ursuline : Lambert Closse et Charles Le Moyne sont des pelletiers).

### L'invasion de 1660
Depuis 1657, la confédération iroquoise (Haudenosaunee) et les Français sont de nouveau en guerre ouverte.
À cause de la présence Haudenosaunee dans les environs, les canots de traite évitent l'île de Montréal. En conséquence, la petite colonie de Ville-Marie souffre d'une pénurie de fourrures, et ses profits sont minces.
Tout commença lorsqu'un prisonnier Haudenosaunee, torturé (par les Wyandot, selon certains auteurs[réf. nécessaire]), fit office de délateur et confia aux Français que les Haudenosaunee planifiaient depuis l'automne 1659 une invasion de la Nouvelle-France dans une optique de vengeance. Le plan débutait à Montréal, se poursuivait aux Trois-Rivières et devait se terminer par la destruction de Québec.
Selon Jean Valet, l'un de ses compagnons d'infortune, l'audacieux projet était de « courir sur les petites bandes iroquoises descendant la rivière des Outaouais, afin de capturer le produit de leur chasse hivernale »[réf. nécessaire].
Le 15 avril 1660, Dollard signe un billet informant qu'il doit à M. Jean Aubuchon la somme de 45 livres, en plus de 3 livres comme intérêts, et qu'il devra rembourser à son retour. Cette petite somme devait servir à financer l'expédition (vivres, poudre, balles de plomb, etc.).

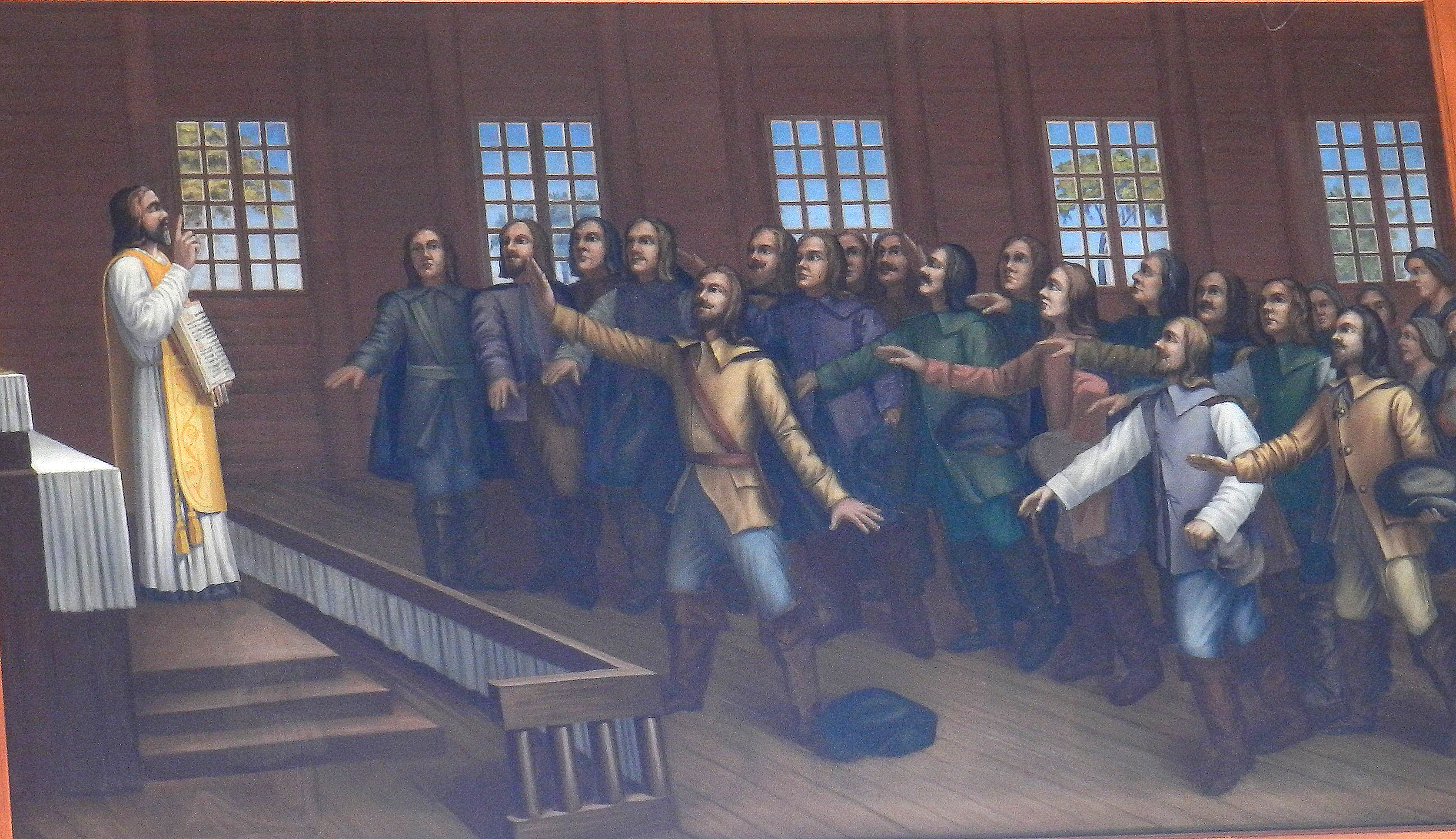
Serment de Dollard des Ormeaux et de ses compagnons dans la chapelle de l'Hôtel-Dieu de Montréal.

Avant de partir, tous ces volontaires font leur testament, se confessent et communient dans la petite chapelle de l'Hôtel-Dieu, selon l'usage du temps, avant de monter vers l'ennemi. Et tous formulent ce serment : « Je jure de combattre jusqu'à la mort et de ne jamais reculer devant l'ennemi ».
Ainsi devant la menace d'une invasion Haudenosaunee de la Nouvelle-France, Dollard et son petit groupe de 16 volontaires de condition modeste (cultivateurs, artisans, etc.), accompagnés de leurs alliés, quelque 40 Wyandot (dont beaucoup de jeunes) et quatre Anishinaabeg, partirent de Ville-Marie le 19 avril 1660. Ils croisent près de l'île Saint-Paul (maintenant l'Île-des-Sœurs) deux canots où se trouvent une quinzaine d'Onöñda’gaga’ et trois prisonniers français. Il y a escarmouche, quelques Haudenosaunee meurent et les autres prennent la fuite, mais causent la perte des 3 Français. La troupe retourne à Ville-Marie pour les obsèques de ceux-ci. Ils en repartent le 22 avril pour se rendre en un lieu appelé le « fort du sault de la chaudière » (appelé « Quenechouam » avant la venue de Champlain). En 2004, Thomas E. Lee, historien et archéologue, affirme qu'il a découvert le site du fortin au pied du premier des rapides du Long-Sault, à 8 km à l'est de la ville de Hawkesbury, en Ontario).
Ils traversent le lac des Deux-Montagnes et remontent l'Outaouais, passent les rapides de Carillon, puis les rapides de la chute à Blondeau, pour arriver jusqu'au Sault de la Chaudière. Ils viennent s'embusquer au pied du Long-Sault.

### La bataille du Long-Sault

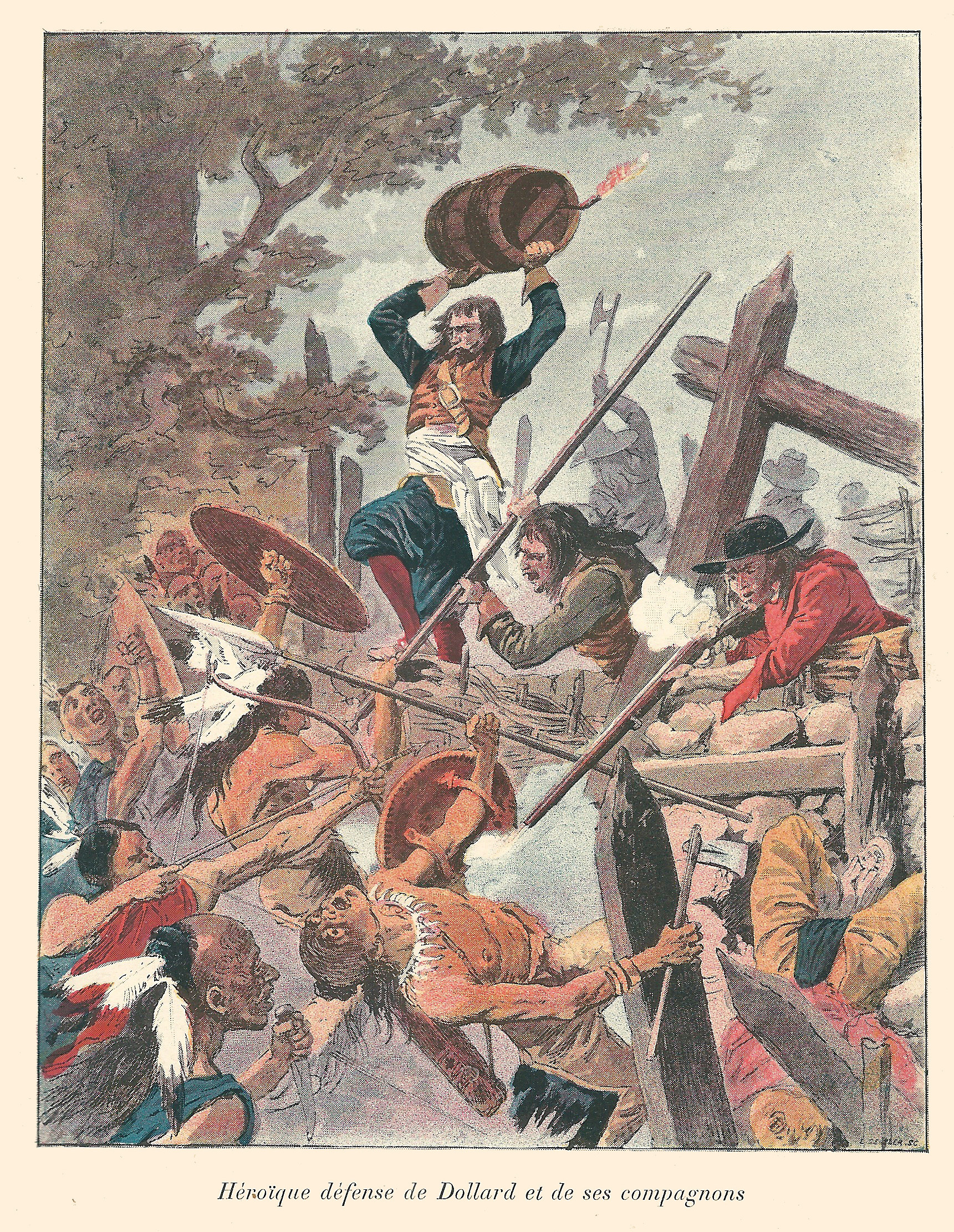
Adam Dollard des Ormeaux lance un baril de poudre sur les assaillants

Ils arrivent le samedi 1er mai 1660 dans cet ancien avant-poste Anishinaabe déserté depuis longtemps et délabré, composé de troncs d'arbres (sans porte ni bastion).  Après avoir renforcé la palissade, il s'installe avec ses compagnons en attendant une attaque imminente.
Le 2 mai, deux canots d'éclaireurs Haudenosaunee, dont le nombre est incertain, mais situé entre 4 et 15, furent aperçus. Dollard planifia une embuscade un peu plus loin au portage de la rivière. Celle-ci fut un demi-succès, car quelques-uns se sauvèrent à travers bois et avertirent les guerriers qui suivaient.  Par contre, celle-ci était une prémisse d'une attaque de plus en plus imminente.  C'est en effet plus de 50 canots Haudenosaunee qui vinrent, soit plus de 300 Iroquois qui attaquèrent le fort, fusil à la main (mousquet à mèche). Les assiégés tuèrent le chef Tsonnontouan et quelques jeunes lui coupèrent la tête et l'érigèrent en trophée au bout d'un pieu sur la palissade[réf. nécessaire].
Devant le danger, les Français et les Wyandot se tapirent dans le fort avec vivres et munitions, mais sans eau. Ils repoussèrent les nombreuses vagues de Haudenosaunee qui tentèrent de détruire le fort.
À la suite de ces nombreuses attaques infructueuses, les forces Haudenosaunee assiégèrent le fort, fusil à la main. Ils dépêchèrent aussi un canot pour aller chercher les cinq cents guerriers qui les attendaient aux îles du Richelieu. Ils furent rejoints cinq jours plus tard par 450 Kanien'kehá:ka et 50 Onyota'a:ka (tous Haudenosaunee). Une trentaine de Wyandot désertèrent alors pour se joindre aux Haudenosaunee face à l'ampleur de l'assaut.  Les Autochtones sous le régime français n'ayant pas droit aux fusils, ceux-ci se sentaient grandement désavantagés.
Une grenade artisanale destinée aux Haudenosaunee a vraisemblablement causé la défaite des Français[réf. nécessaire], et Dollard périt à ce moment. Les survivants, blessés, furent torturés ou menés au bûcher (tradition ancestrale pour les guerriers iroquois). Néanmoins, les Haudenosaunee ayant perdu un très grand nombre d'hommes (environ 80)[réf. nécessaire] contre de toutes petites pertes françaises, renoncèrent à leur invasion de la Nouvelle-France.
Ce fut le 14 mai que les Montréalistes apprirent le sort du groupe. "Elle leur est parvenu par la bouche brûlée d'un Huron nu, blessé et affamé, Satiatontawa, qui avait faussé compagnie à ses geôliers Haudenosaunee "dès la première nuit de sa prise"(p. 78 Dollard, ses compagnons et ses alliés).
Il y a eu chez les Français 12 tués, 4 torturés à mort et 1 évadé.
Dollard des Ormeaux est donc célèbre pour avoir repoussé avec une poignée d'hommes l'attaque Haudenosaunee de 1660. A court terme, le raid de Dollard a eu pour effet de détourner de leur objectif pendant un certain temps les forces Haudenosaunee, permettant ainsi aux colons de faire les moissons et d'échapper à la famine, et à Radisson et Des Groseilliers, avec des Outaouais, d'atteindre le 19 août Ville-Marie sains et saufs avec une flottille de 60 canots transportant une cargaison de fourrures évaluée à 200 000 livres.
Cependant, la petite colonie n'était toujours pas sauvée du danger des Haudenosaunee. Dès l'automne 1660, ceux-ci mirent sur pied une armée de 600 guerriers décidés à éradiquer la Nouvelle-France. En cours de route, leur chef mourut d'un accident. Croyant à de mauvais augures, ils se dispersèrent. En 1661, les Haudenosaunee menèrent une autre attaque, tuant plus de 100 Français.
En 1665, le roi Louis XIV consentit à envoyer le régiment de Carignan-Salières pour repousser les attaques Haudenosaunee. Ce régiment d'élite finit par leur imposer la Grande Paix de Montréal de 1701.

## Version historique et mythe

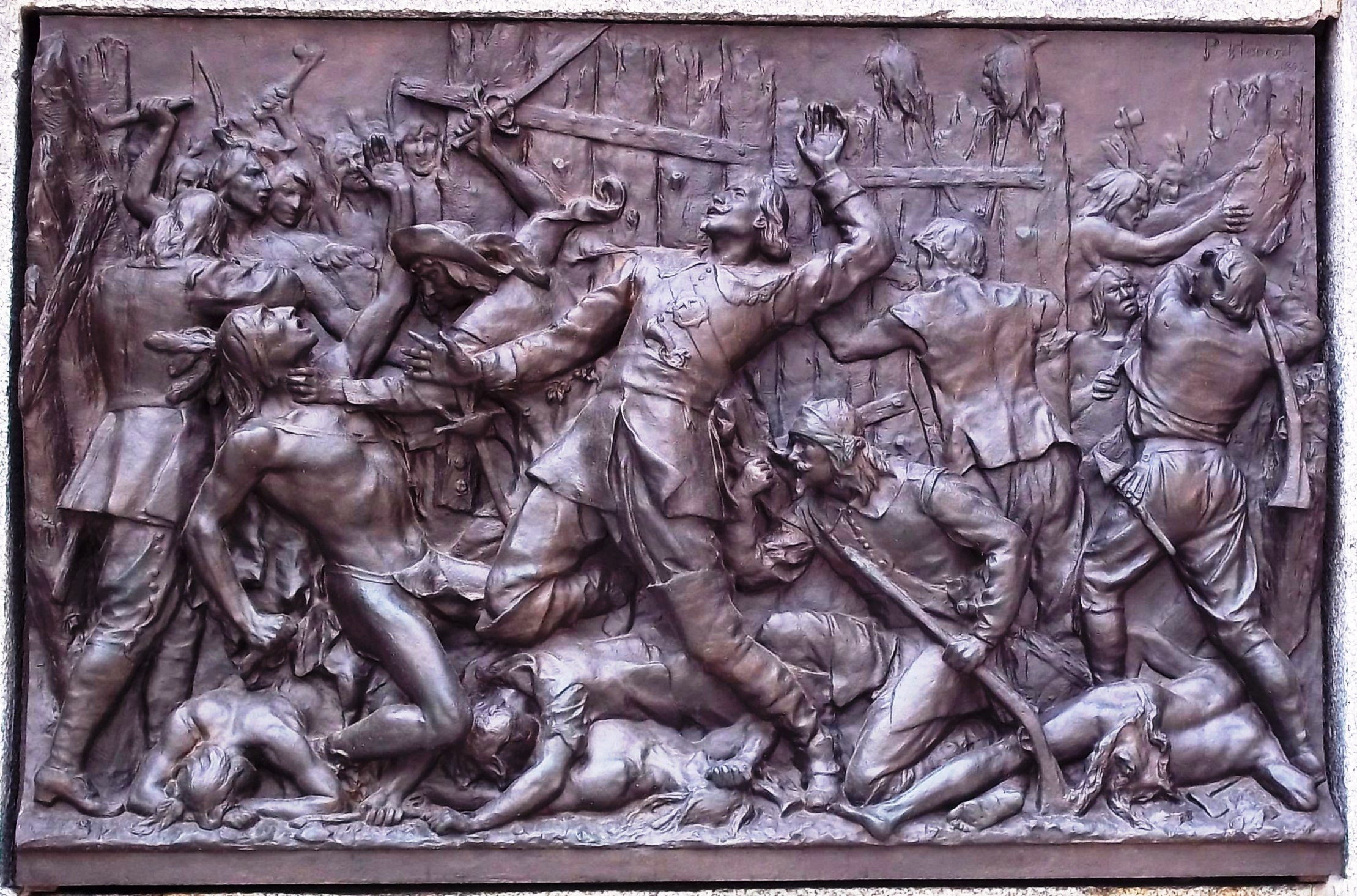
Mort héroïque de Dollard au Long Sault. Bas-relief de Louis-Philippe Hébert, 1895, Monument à Maisonneuve, Place d'Armes, Montréal.

Tous les travaux des historiens concernant cette bataille ne s'accordent pas sur son déroulement. Ainsi, plusieurs affirment qu'il s'agirait partiellement d'un mythe,. Certains éléments textuels[réf. nécessaire] supposent d'ailleurs que Dollard n'avait pas été envoyé pour défendre la colonie et qu'il serait plutôt parti de son propre chef à la tête d'un petit groupe de Français pour aller à la rencontre d'un convoi autochtone allié des Français. Ce convoi transportait des marchandises (des fourrures surtout) qui n'avaient pas été livrées depuis plusieurs mois (on parle de près de deux ans) en raison des guerres avec les Haudenosaunee. Dollard aurait donc décidé de s'emparer du butin avant que les Autochtones ne se soient rendus au poste de traite français. Malheureusement, un fort contingent Haudenosaunee aurait eu la même idée[réf. nécessaire], et le hasard fit que Dollard trouva les Haudenosaunee avant les Autochtones alliés des Français. Ainsi, retranché dans un fort, il aurait fait feu sur un parlementaire Haudenosaunee venu négocier leur reddition[réf. nécessaire] (les Haudenosaunee vendaient les prisonniers français, lesquels étaient rachetés à prix d'or par la colonie[réf. nécessaire]), le tuant, ce qui aurait déclenché des hostilités, courtes et inutiles. C'est donc dans le but de stimuler le sentiment patriotique et religieux que les autorités ecclésiastiques auraient fait de Dollard un héros de la colonie.

### Utilisation de l'image de Dollard pendant la Première Guerre mondiale
Lors de la guerre de 14-18, Dollard des Ormeaux figure sur les affiches de recrutement. C'est alors un héros forgé par les autorités pour susciter l'enrôlement des Canadiens-français.
Cette affiche (infra), qui donne en exemple le combat de Dollard des Ormeaux contre les forces Haudenosaunee au Long-Sault en 1660, exhorte les Canadiens français à ne pas attendre que l'ennemi vienne à eux et à s'engager immédiatement dans l'armée:
« Canadiens suivez l'exemple de Dollard des Ormeaux. N'attendez pas l'ennemi au coin du feu, mais allez au devant de lui. En avant! Canadiens-français. Enrôlez-vous dans les régiments canadiens-français» (Affiche de recrutement produite pour le Comité de recrutement canadien-français, 1915-1918)

## Commémoration

### Jour férié
En 2002, le nom du jour férié québécois fête de Dollard a été changé pour la Journée nationale des Patriotes et a lieu le lundi précédant le 25 mai. À propos de ce changement de dénomination, un auteur québécois a émis l'opinion que « la commémoration des résistances patriotes, qui remplace la fête de Dollard depuis 2002, [...] ne porte pas injure aux ancêtres de nos concitoyens et concitoyennes d'appartenance iroquoise, à l'inverse de l'ancienne célébration ». En Ontario français, fête de Dollard est toujours utilisé par les Franco-Ontariens en dépit du nom officiel de ce même lundi, fête de la Reine (Victoria Day en anglais), officiellement reconnu par le gouvernement de l'Ontario.

### Présence dans la toponymie

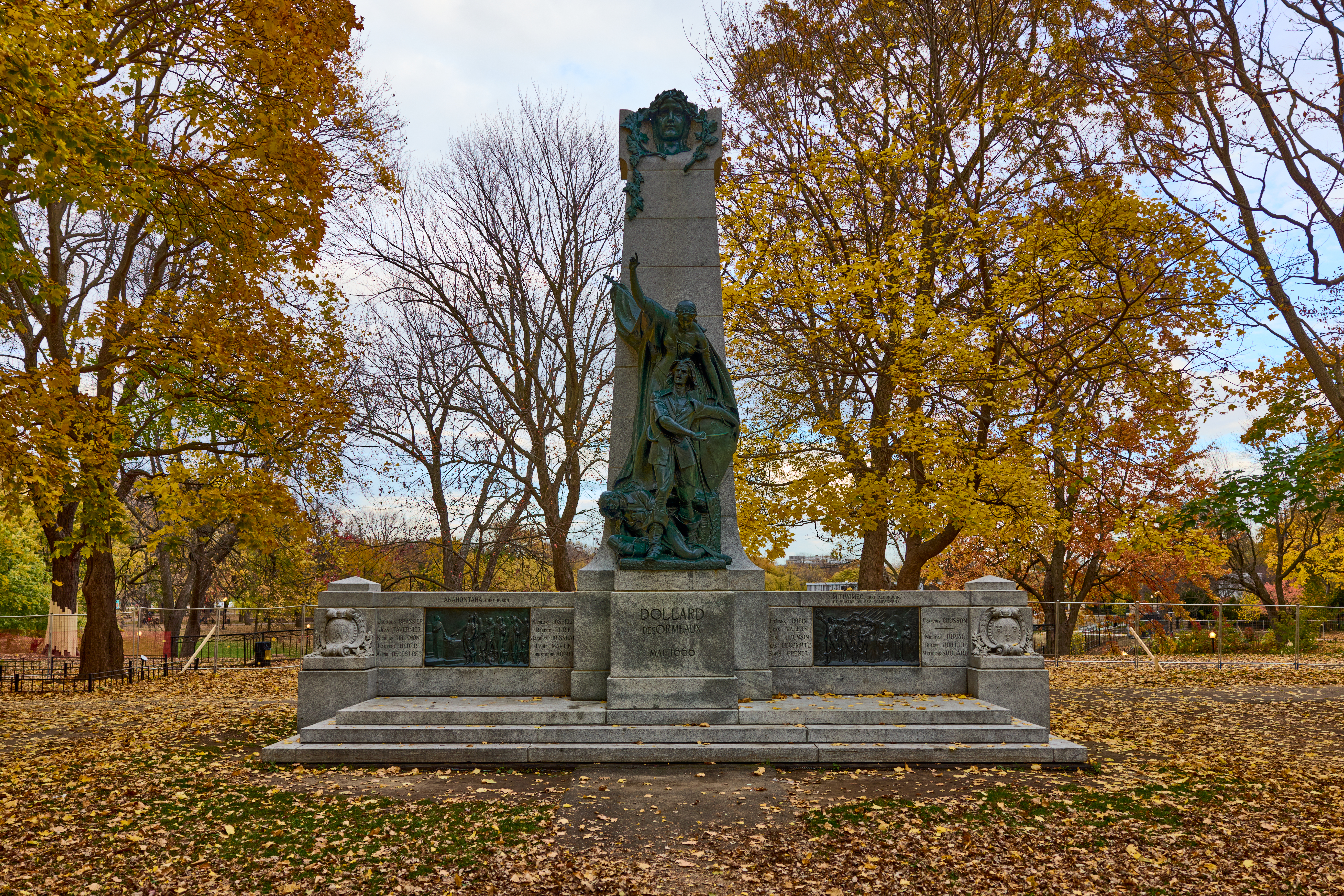
Statue de Dollard des Ormeaux au parc Lafontaine.

Adam Dollard, sieur des Ormeaux, est présent dans de nombreux toponymes québécois, dont celui de la ville de Dollard-Des Ormeaux, du hameau Des Ormeaux et du canton de Dollard. Selon la Banque de noms de lieux du Québec de la Commission de toponymie du Québec, on le trouve dans les toponymes officiels suivant (les noms des municipalités, des villes et des territoires non organisés où se trouvent les lieux nommés sont indiqués entre parenthèses) :
- baie Dollard (Piopolis)
- carré Dollard (La Tuque)
- école Des Ormeaux (Laval, sur la rue Dollard)
- place Des Ormeaux (Sherbrooke)
- pointe Dollard (Piopolis)

#### Avenues
- avenue Daulac (Québec, quartier Saint-Roch)
- avenue Des Ormeaux (Montréal, arrondissement d'Anjou; Shawinigan)
- avenue Dollard (Alma; Mont-Joli; Montréal, arrondissement d’Outremont; Montréal, arrondissement de LaSalle; Montréal, arrondissement de L'Île-Bizard; Shawinigan)
- avenue Dollard-Des Ormeaux (Baie-Comeau)

#### Boulevards
- boulevard Des Ormeaux (Longueuil)
- boulevard Dollard (Joliette)

#### Chemins
- chemin à Dollard (Saint-Pamphile)
- chemin Daulac (Montréal, arrondissement de Ville-Marie)
- chemin Des Ormeaux (Sainte-Catherine-de-la-Jacques-Cartier)
- chemin Dollard (Pontiac)

#### Lacs
- lac Des Ormeaux (Senneterre)
- lac Dollard (Lac-Ashuapmushuan; Lac-Walker; Senneterre)
- lac Dollard-des-Ormeaux (Brownsburg-Chatham)

#### Parcs
- parc Des Ormeaux (Saguenay, arrondissement de Jonquière)
- parc Dollard (Asbestos)
- parc Dollard-Des Ormeaux (Québec; Laval; Alma)
- parc du Fort-Des Ormeaux (Montréal, arrondissement d'Anjou)

#### Rues
- rue Des Ormeaux (Belœil; Chambly; Cowansville; L'Île-Perrot; Montréal, arrondissement de Mercier–Hochelaga-Maisonneuve; Saint-Charles-Borromée; Saint-Jean-sur-Richelieu; Saint-Lambert-de-Lauzon; Sherbrooke; Trois-Rivières)
- rue Dollard (La Tuque; Lac-Mégantic; Lévis; Longueuil; Magog; Matane; Montebello; Montpellier; Montréal, arrondissement de Pierrefonds; Montréal, arrondissement de Pierrefonds-Roxboro; Montréal, arrondissement de Ville-Marie; Québec; Rawdon; Repentigny; Rivière-du-Loup; Saguenay, arrondissement de Chicoutimi; Saguenay, arrondissement de Jonquière; Saint-Amable; Saint-André-d'Argenteuil; Saint-Basile; Saint-Félicien; Saint-Jean-sur-Richelieu; Saint-Lambert-de-Lauzon; Saint-Pie; Sherbrooke; Terrebonne; Trois-Rivières; Vaudreuil-Dorion; Ville-Marie; Warwick; Waterloo)
- rue Dollard Est/Ouest (Farnham)
- rue Dollard Nord/Sud (Rimouski)
- rue Dollard-Des Ormeaux (Gatineau; Henryville; Mont-Saint-Hilaire; Plaisance; Terrebonne)

#### Ruisseaux
- ruisseau à Dollard (Saint-Jean-de-la-Lande)
- ruisseau Des Ormeaux (Saint-Eustache)
- ruisseau Dollard (Champlain; Eeyou Istchee Baie-James)

#### Terrasses
- terrasse Des Ormeaux (Longueuil)
- terrasse Dollard (Saint-Amable)